# Siegmund L’Allemand

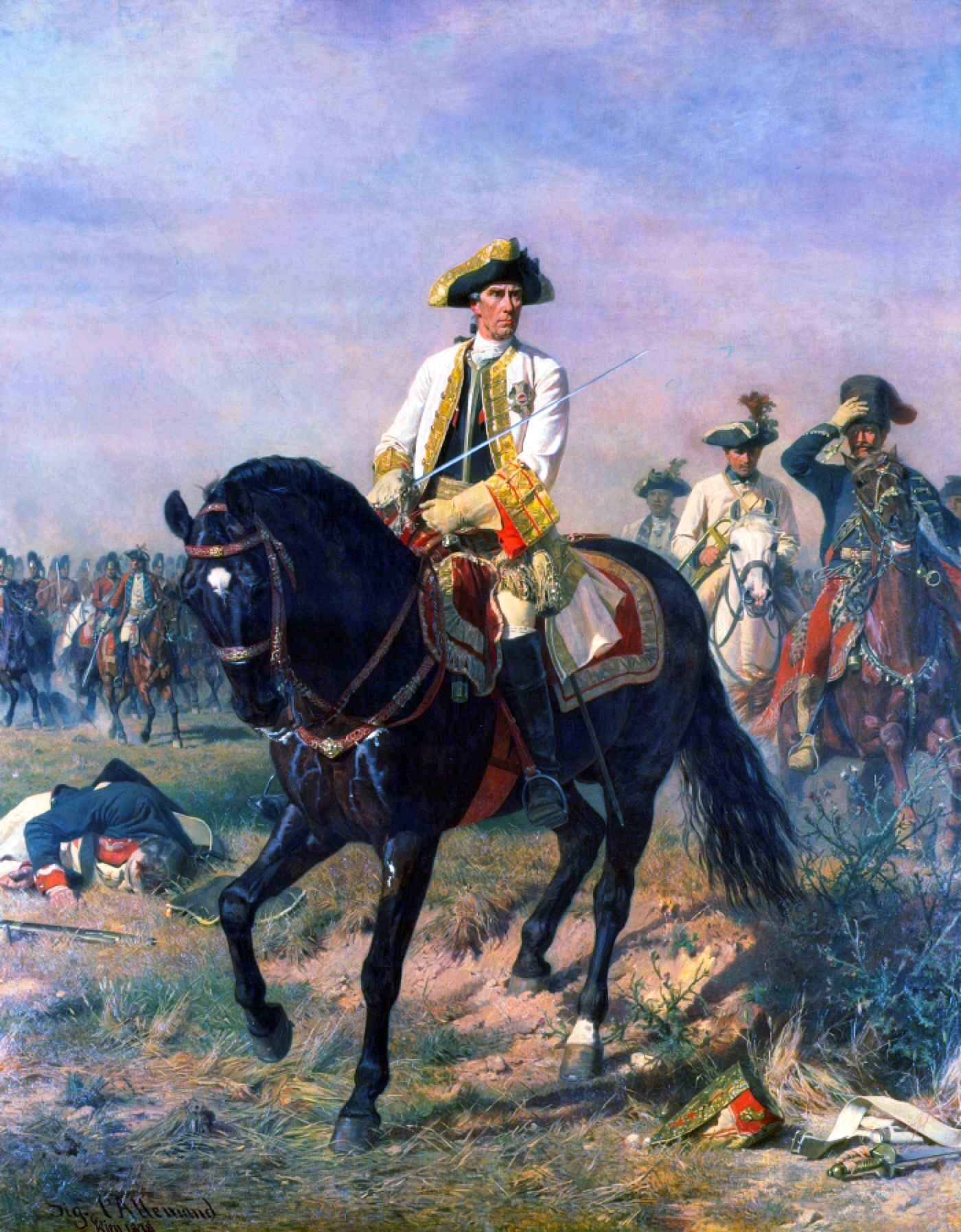
Gideon von Laudon i slaget vid Kunersdorf.

Siegmund L’Allemand, född den 8 mars 1840 i Wien, död där den 24 december 1910, var en österrikisk bataljmålare, brorson till Fritz L’Allemand.
L’Allemand, som blev professor vid akademien i sin hemstad 1883, utförde bilder från dansk-tyska kriget 1864, vari han själv deltog (Träffningen vid Översee), ur italienska kriget 1866, vari han också deltog (Slaget vid Custozza), varjämte han målade historiska genretavlor (De Dampierreske kyrassiärerna intränger i Hofburg) samt monumentala ryttarporträtt (främst bland dessa Laudon i slaget vid Kunersdorf, 1878, kejserliga galleriet i Wien, som givit uppslag till en mångfald dylika ryttarbilder).